# Oracle contro Google
il caso Oracle America Inc., contro Google, Inc. è una causa legale intentata da Oracle Corporation ai danni di Google Inc. per violazione di copyright e brevetti nell'utilizzo della piattaforma Java all'interno del sistema operativo Android. Nel maggio 2016 una corte federale ha deliberato che Google ha utilizzato il codice sorgente nel rispetto della disciplina statunitense del fair use. Nell'aprile 2021 la corte suprema ha confermato che Google non ha violato il copyright.